# Bauen
Bauen (toponimo tedesco) era un comune svizzero di 164 abitanti del Canton Uri. Dal 2021 è fuso con Seedorf.

## Geografia fisica
Bauen si affaccia sul lago dei Quattro Cantoni.

## Monumenti e luoghi d'interesse

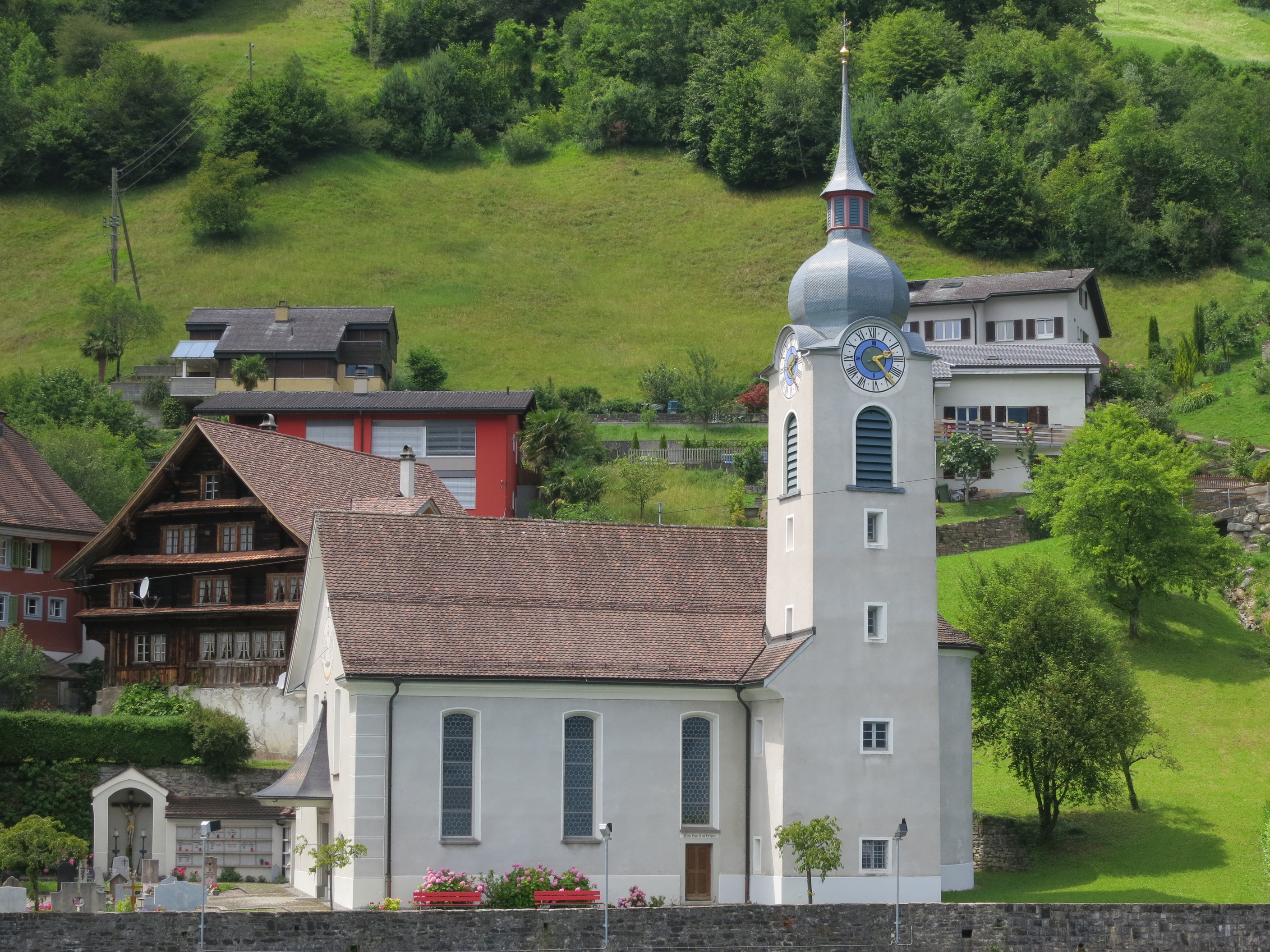
La chiesa di Santa Ida

- Chiesa parrocchiale cattolica di Santa Ida, attestata dal 1360 e ricostruita nel 1808-1812[1];
- Monumento ad Alberik Zwyssig, eretto nel 1901[1].

## Società

### Evoluzione demografica
L'evoluzione demografica è riportata nella seguente tabella:
Abitanti censiti

## Amministrazione
Ogni famiglia originaria del luogo fa parte del cosiddetto comune patriziale e ha la responsabilità della manutenzione di ogni bene ricadente all'interno dei confini del comune.